# Pedro Ortiz-Armengol
Pedro Ortiz-Armengol (Madrid, 1922-ibid. 11 de marzo de 2009) fue un historiador, investigador y diplomático español, experto en la figura de Galdós y presidente de la Asociación Internacional de Galdosistas desde 1990 hasta su muerte. Desempeñó sus puestos de diplomático en Londres, Washington D. C., París, Lisboa y Manila. En 1997 la Real Academia Española le concedió el Premio Fastenrath por su monumental biografía Vida de Galdós.

## Biografía
Autor con apenas diez años, junto a su hermano Andrés, de pequeños cuadernos periódico, según su propio testimonio, la afición de Ortiz-Armengol por el autor de los Episodios nacionales nació de niño en el Instituto Escuela. "Todavía conservo los ejemplares que leí entonces... Luego, de adolescente, me centré en Baroja, pero al final siempre volvía a Galdós. Quería dedicarme intensamente al estudio de un escritor y lo elegí a él..." Ortiz-Armengol fundó en 1990 la Asociación de Amigos de Galdós en Madrid de la que fue presidente, así como también de la Asociación Internacional de Galdosistas, con el apoyo de otros investigadores canarios como Alfonso Armas Ayala, Sebastián de la Nuez, Yolanda Arencibia y Rosa María Quintana.
Incansable viajero, entendía la geografía en un contexto cultural: la Salamanca de Miguel de Unamuno, los lugares de Marcel Proust, los paisajes de Stendhal, el Dublín de James Joyce.
Embajador de España en Filipinas entre 1981 y 1987 (año de su jubilación) y poseedor de una de las bibliotecas sobre Filipinas más completas de España, en la última etapa de su vida trabajó con Arturo Pérez-Reverte en un guion cinematográfico sobre los últimos españoles de la antigua colonia.
Murió en la ciudad que lo vio nacer, Madrid, aunque lejos del mar que tanto añoraba. Casado el 3 de junio de 1951 con María Eugenia Castaño, tuvieron tres hijos.

### Galdosista y galdosiano
Recordaba Ortiz-Armengol un lejano día de 1952, en el que paseando por el viejo Madrid descubrió un letrero de "se vende" en la fachada del edificio en el que hubiera vivido Fortunata, de haber sido de carne y hueso el personaje de Galdós. Su pasión galdosista le llevó a comprar el inmueble al panadero que hasta entonces había sido su dueño. Gracias a la restauración hecha por un hermano suyo arquitecto, pudo amueblarlo tal y como había sido descrito por Galdós en la novela. Desde entonces, el lugar se convirtió en un punto de encuentro para amantes de la obra galdosiana.  Allí elaboraría las cerca de 1500 notas que luego le sirvieron para componer su estudio Apuntaciones para Fortunata y Jacinta y otros ensayos galdosistas, como por ejemplo: «Toledo, Galdós, Marañón», «El oficial don Benito Pérez Galdós Medina, emigrado romántico, en la pluma de su sobrino novelista», «¿Leyó Galdós Crimen y Castigo»?, «Vigencia de Fortunata», «Noticia actual de los estudios sobre Galdós», «La opinión de Unamuno sobre Fortunata y Jacinta», «Galdós y la calle madrileña: sobre Vida de Galdós», «Relojes y tiempo en Fortunata y Jacinta: cronología de una novela de Galdós» y su revelador trabajo de campo: «Aproximación de Galdós al Nobel».

## Selección de obras
- Intramuros de Manila: de 1571 hasta su destrucción en 1945, Ediciones de Cultura Hispánica (1958)
- Espronceda y los gendarmes (1969)
- Relojes y tiempo en "Fortunata y Jacinta": cronología de una novela de Galdós (1978)
- Año que vivió Moratín en Inglaterra, 1792-1793 (1985)
- Apuntaciones para "Fortunata y Jacinta", Universidad Complutense (1987)
- Agonía y muerte del abate Marchena (1988)
- Historia de una esquina: la sede del Colegio de Aparejadores (1989)
- Dolores Armijo (1991)
- Pasión filipina del hermano Pulé (1992)
- "Aviraneta" o la intriga (1994)
- Décadas isabelinas: viejas historias de Manila (1995)
- Vida de Galdós (1997/2000).[6]